# Luzula traversii
Luzula traversii är en tågväxtart som först beskrevs av Franz Georg Philipp Buchenau, och fick sitt nu gällande namn av Thomas Frederic Cheeseman. Luzula traversii ingår i Frylesläktet som ingår i familjen tågväxter. Inga underarter finns listade i Catalogue of Life.